# 정재철
정재철(鄭在哲, 1928년 2월 25일~2021년 7월 24일)은 대한민국의 정치인이다. 제11·12·14·15대 국회의원을 지냈다.

## 학력
- 간성국민학교 졸업
- 배재중학교 졸업
- 동국대학교 정경학부 정치학 학사

## 경력
- 한국산업은행 부총재
- 신용보증기금 이사장
- 한일은행장
- 제4대 정무제1장관
- 한나라당 상임고문
- 새누리당 상임고문
- 자유한국당 상임고문
- 미래통합당 상임고문
- 국민의힘 상임고문

## 역대 선거 결과
|  | 4.22% |

|  | 57.20% |

|  | 59.91% |

|  | 46.50% |

|  | 45.13% |

|  | 34.52% |

|  | 38.23% |

## 소속 정당
| 소속 정당 | 소속 정당  | 소속 기간 | 비고           |
| --------- | ---------- | --------- | -------------- |
|           | 자유당     | 1958~1960 | 정계 입문      |
|           | 무소속     | 1960~1981 | 탈당           |
|           | 민주정의당 | 1981~1990 | 창당           |
|           | 민주자유당 | 1990~1995 | 합당           |
|           | 신한국당   | 1995~1997 | 당명 변경      |
|           | 한나라당   | 1997~2012 | 합당 정계 은퇴 |
|           | 새누리당   | 2012~2017 | 당명 변경      |
|           | 자유한국당 | 2017~2020 | 당명 변경      |
|           | 미래통합당 | 2020      | 합당           |
|           | 국민의힘   | 2020~2021 | 당명 변경 사망 |

## 같이 보기
- 속초시·양구군·인제군·고성군
- 속초시의 국회의원
- 양구군의 국회의원
- 인제군의 국회의원
- 강원 고성군의 국회의원
- 속초시·고성군
- 대한민국 제15대 국회의원 선거 신한국당 후보 목록#전국구
- 대한민국의 특임장관